# کروکوو (مکلنبورگ-فورپومرن)
کروکوو (به آلمانی: Krukow) یک منطقهٔ مسکونی در آلمان است که در کوکسه واقع شده‌است. کروکوو ۱۹۰ نفر جمعیت دارد.